# 梅尔文·格里夫斯
麦尔·格里夫斯（英語：Melvyn Francis Greaves，1941年9月12日—）是一位英国癌症生物学家，伦敦癌癥研究院（ICR）教授，知名于儿童白血病遗传与进化的研究，主要作品有《癌症——进化的遗产》（Cancer: The Evolutionary Legacy）等。